# Таленс, Мануэль
Мануэ́ль Та́ленс (исп. Manuel Talens; род. 1948, Гранада, Испания) — испанский писатель-романист, переводчик, автор статей в прессе и испаноязычном Интернете (в частности, колумнист валенсийского издания газеты El País и сотрудник портала исп. Rebelión).
Окончил медицинский факультет Гранадского университета. Позже учился в Париже и Монреале. После возвращения в Испанию решил обосноваться в Валенсии и посвятить себя литературе.

## Произведения
Автор трёх романов (исп. La parábola de Carmen la Reina, 1992; исп. Hijas de Eva, 1997; исп. La cinta de Moebius, 2007), трех книг рассказов (исп. Venganzas, 1995, рассказывающую об испанской Гражданской войне и послевоенном времени; исп. Rueda del tiempo, 2001, за которую он награждён премией критики Андалусии в 2002 г.; исп. La sonrisa de Saskia y otras historias mínimas, 2003). В 2008 г. вышла книга эссе о кино исп. Cuba en el corazón. Персонажи его книг часто переходят из одного повествования в следующее, таким образом, автор предлагает рассматривать его творчество как одну большую историю, с каждой новой книгой постепенно открывая читателю свой творческий мир.
Мануэль Таленс известен также как переводчик, переводит на испанский язык художественную литературу, драматургию, эссе, работы о кино, книги по психиатрии, научные труды по семиотике (с французского и английского языков).